# Pierre Falise
Pierre Falise (Marcinelle, 5 maart 1928 - Chimay, 2 februari 2023) was een Belgisch senator.

## Levensloop
Falise werd beroepshalve dokter. Ook werkte hij voor Artsen zonder Grenzen.
Als Waals militant trad hij toe tot de Rassemblement Wallon en werd voor deze partij verkozen tot gemeenteraadslid van Chimay, een mandaat dat hij van 1964 tot 2008 uitoefende. Voor de partij was hij van 1971 tot 1981 ook provincieraadslid van Henegouwen.
In de jaren 1980 verliet hij de partij echter uit ontevredenheid wegens het kartel met FDF en stapte over naar de Alliance démocratique wallonne van Paul-Henry Gendebien. De ADW ging in 1985 op in de PSC. 
Voor de PSC zetelde Falise van 1985 tot 1991 in de Belgische Senaat: van 1985 tot 1987 als gecoöpteerd senator en van 1987 tot 1991 als provinciaal senator voor Henegouwen.

## Bron
- Laureys, V., Van den Wijngaert, M., De geschiedenis van de Belgische Senaat 1831-1995, Lannoo, 1999.